# Ian Morris (Historiker)

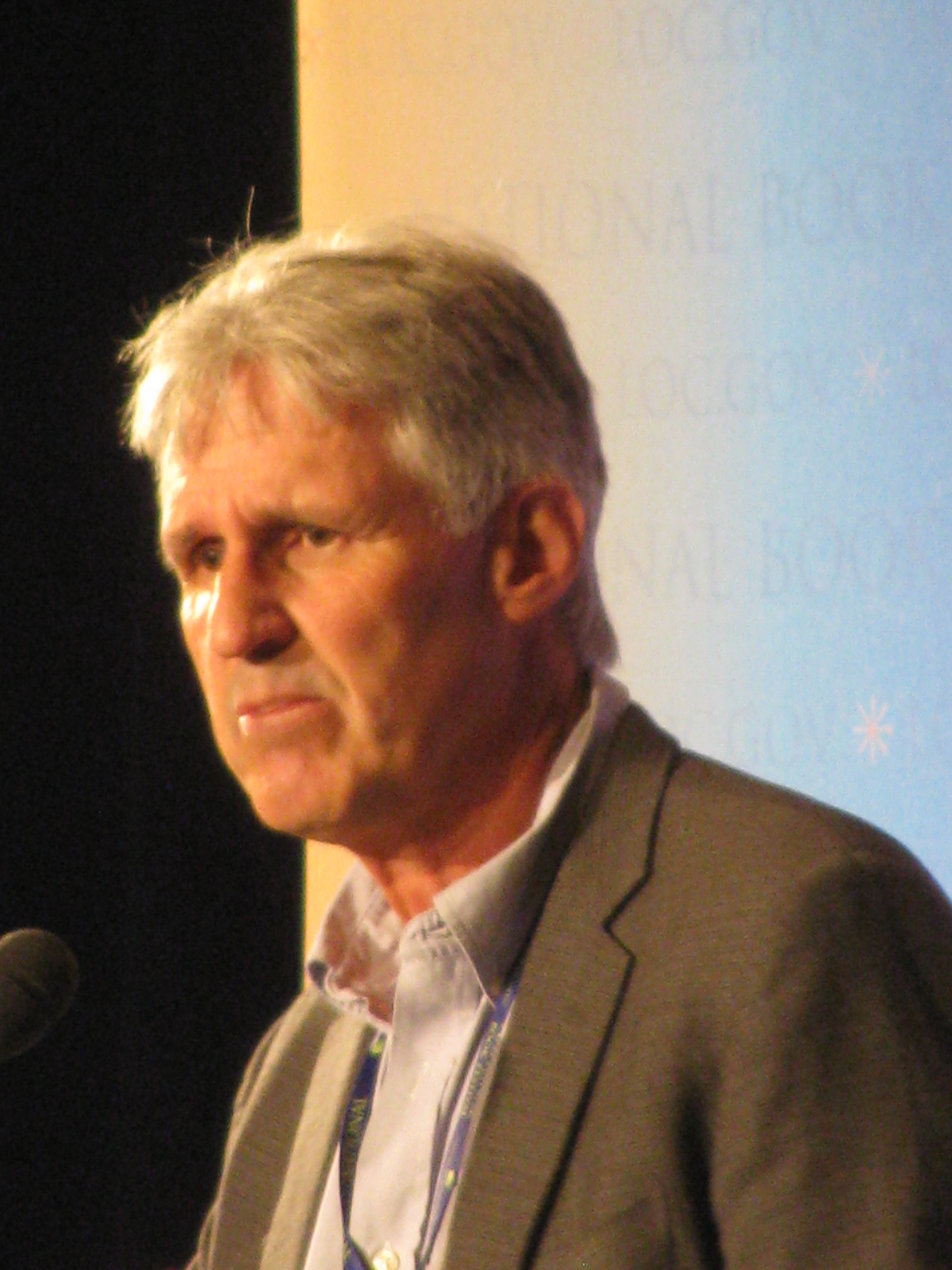
Ian Morris im August 2014

Ian Morris (* 27. Januar 1960 in Stoke-on-Trent, England) ist ein britischer Althistoriker und Archäologe, der seit 1995 an der Stanford University lehrt.

## Leben
Morris studierte an der Birmingham University und an der University of Cambridge, wo er 1986 promoviert wurde. Das Thema seiner Doktorarbeit war die Gesellschaft Griechenlands um 700 v. Chr. Von 1987 bis 1995 war Morris Geschichtsprofessor an der University of Chicago. Seit 1995 ist er Professor für Geschichte an der Stanford University. 2000 bis 2006 leitete er die Ausgrabungen auf der Akropolis von Monte Polizzo bei Salemi auf Sizilien, eine der größten Ausgrabungsstätten im westlichen Mittelmeer.
Seine Forschungsinteressen gelten der Archäologie der Eisenzeit, der antiken Wirtschafts- und Sozialgeschichte und dem Vergleich langfristiger gesellschaftlicher Entwicklungen.
Ian Morris’ Arbeiten werden u. a. von der John Simon Guggenheim Memorial Foundation und der National Geographic Society gefördert. 2012 wurde er als korrespondierendes Mitglied in die British Academy gewählt.

## Werke

### Wer regiert die Welt?
In seinem Buch Wer regiert die Welt? (Why the West Rules – for now, 2010) erläutert Morris, weshalb der Westen zurzeit noch in Führung ist und prognostiziert durch Extrapolation aus der Zeitreihe seines Entwicklungsindex ein Ende der Vorherrschaft um das Jahr 2100. Er gibt in seinem Werk einen Überblick über die letzten 10.000 Jahre Menschheitsgeschichte der von ihm definierten „Kernentwicklungsgebiete“ Europa-Orient-USA und China-Japan. Der Schwerpunkt liegt dabei auf der politischen, militärischen und wirtschaftlichen Entwicklung in der jeweils dominierenden Region in Ost und West und auf dem Wechselspiel von geographisch-kulturellen Randbedingungen und deren sich im Laufe der sozialen Entwicklung ändernden Bedeutung. Er geht auch auf die Evolutionsgeschichte ein, argumentiert jedoch, dass hier nicht der Schlüssel für die heutigen Unterschiede liegen kann und fokussiert seine Untersuchung auf die letzten 10.000 Jahre.
Zentral für Morris Untersuchung ist der „Entwicklungsindex“ (index for social development), mit dem er den Entwicklungsstand von Gesellschaften zu quantifizieren und vergleichbar zu machen sucht. In den Index gehen gleichgewichtet die vier Merkmale Energiegewinnung, Organisation, Informationstechnologie und Kriegsführungskapazität (energy capture, organization, information technology, war-making capacity) ein. Zur Bestimmung des Indexwerts der ersten beiden Merkmale werden der Energieverbrauch pro Kopf und die Bevölkerungszahl der größten Stadt im zu bewertenden Kerngebiet herangezogen. Die Abschätzung der beiden anderen Merkmale anhand technologischer beziehungsweise militärischer Fähigkeiten wird in seiner Arbeit ausführlich dargestellt. „Führung“ wird nun anhand des Indexstands gemessen und die zeitliche Entwicklung des Index von 14.000 v. Chr. bis heute diskutiert und erklärt. Anhand der für die beiden Kerngebiete berechneten Indexwerte schließt Morris, dass in der Vergangenheit sowohl West wie Ost schon in Führung gelegen haben und der derzeitige westliche Vorsprung erst seit zirka 1770 besteht.
Morris stellt in seinem Buch zwei vorherrschende Theorien zur Entwicklung menschlicher Gesellschaften in Frage: zum einen die Theorie der längerfristigen Determiniertheit und zum anderen die der kurzfristigen Zufallsereignisse. Nach der Determinationstheorie müsste es einen entscheidenden Faktor geben, der dafür verantwortlich ist, dass seit undenklichen Zeiten ein gravierender und unabänderlicher Unterschied zwischen Westen und Osten existiert. Manche Anhänger dieser Theorie begründen laut Morris die Überlegenheit des Westens mit seiner (zum Beispiel im antiken Griechenland entstandenen) Kultur oder Faktoren wie Politik oder Religion. Andere verweisen auf natürliche Gegebenheiten wie Klima, Verfügbarkeit von Ressourcen oder topografische Verhältnisse. So unterschiedlich wie diese Argumente für die langfristige Determiniertheit der Geschichte, so Morris, sind auch die Erklärungen, die die Vertreter der Zufallstheorie für die industrielle Revolution im Westen liefern. Wenn so viele Fachleute zu derart unterschiedlichen Schlussfolgerungen kämen, könne mit der Art, wie man bisher an das Problem herangegangen sei, etwas nicht stimmen.
Morris argumentiert neoevolutionistisch und versucht, seine Thesen empirisch zu belegen, so gut die zwangsläufig lückenhafte Faktenlage dies erlaubt. Gestützt auf seinen Entwicklungsindex weist er zum Beispiel darauf hin, dass in China (Kerngebiet des Ostens) zwischen 500 und 1700 eine höher entwickelte Gesellschaftsstruktur geherrscht hat als in den Kerngebieten des Westens (Orient bis 1400, West- und Mitteleuropa bis 1700).
Wesentlich für die soziokulturelle Entwicklung im Sinne der „Handlungsfähigkeit von Gesellschaften“ sind für Morris die Möglichkeiten und Wahrscheinlichkeiten, die Menschen in verschiedenen Weltgegenden vorfanden, und die von der jeweiligen Geographie, vom Klima, von Flora und Fauna geprägt wurden. Vollständig lehnt er eine Herleitung der Überlegenheit des Westens anhand der Gene oder der Abstammung ab. Er geht davon aus, dass die Menschen überall auf der Welt, wenn man sie in großer Zahl betrachtet, einander gleichen, d. h., dass in allen Ethnien gleiche geistige Ressourcen vorhanden sind und kein Volk auf der Welt besonders begabt ist. Alle hätten die gleichen schöpferischen, intellektuellen, aber auch zerstörerischen Fähigkeiten. Soziale oder technische Innovationen (z. B. die Entwicklung neuer Maschinen, Arbeitsprozesse oder Organisationsformen) entstehen laut Morris aus dem menschlichen Streben, weniger hart zu arbeiten, mehr Wohlstand zu genießen und sich sicher zu fühlen – pointiert: als Produkte menschlicher Faulheit, Gier und Angst. Der Verlauf der Geschichte werde primär vom Handeln Vieler bestimmt, kaum jedoch von einzelnen besonders großen Menschen oder Stümpern, wie beispielsweise Erfindern, Monarchen oder Diktatoren.

### Krieg. Wozu er gut ist
Im Nachfolgewerk zu Wer regiert die Welt? vertritt Morris die umstrittene These, dass viele Kriege zu allen Zeiten Leben vernichtet, aber auch Innovationen gebracht, Gesellschaften erneuert, Frieden und Fortschritt vorangetrieben haben. Als einen Grund dafür nennt er den Rückgang der innergesellschaftlichen Gewalt in durch Kriege vergrößerten Staaten. Damit schließt er sich der Argumentation von Steven Pinker, Norbert Elias und Jared Diamond an, dass die von Natur aus vorhandene Gewaltbereitschaft des Menschen durch Zivilisierungsprozesse wie Staatenbildung deutlich vermindert werden könne.

## Kritik
In einer Buchbesprechung zu Wer regiert die Welt? in der Online-Zeitschrift Reviews in History kritisiert Ricardo Duchesne, ein Verfechter eines eurozentristischen Weltbildes, die von Morris gewählte Definition des „Westens“, die nicht nur Europa, sondern alle Kulturen in der Nachfolge des Fruchtbaren Halbmonds umfasst. Morris’ Analyse zeige die ausgeprägte Tendenz, die grundlegenden Unterschiede zwischen der Entwicklung des Westens und der restlichen Welt einzuebnen und so den singulären Beitrag Europas zur Entstehung der Moderne unterzubewerten. So sei etwa die italienische Renaissance von vielen herausragenden Persönlichkeiten bevölkert, die Morris nicht genügend würdige. Er interpretiert Morris Thesen zu den großen Religionen und polemisiert, dass die Gleichstellung des Christentums mit anderen Religionen vorteilhaft für diejenigen sei, die die Türkei in die Europäische Union bringen und das Christentum aus dem europäischen Erbe ausrotten wollten.
Duchesne unterstellt Morris, er sei ein Parteiintellektueller und ändere die historischen Befunde (im Widerspruch zu den von Duchesne bevorzugten) so ab, dass sie zu einer multikulturellen Denkrichtung passten, die Duchesne ablehnt. Morris wisse das zwar, aber er praktiziere Orwell'sches Doppeldenken. Duchesne wirft Morris eine ideologische Haltung vor, die keinen Unterschied mache zwischen der Kultur der Menschen auf den Britischen Inseln und der in Tasmanien, und die die „American Declaration of Rights“ (sic) gleichsetze mit den Idealen der Kommunistischen Partei in China.
Morris nimmt – ebenfalls in der Online-Zeitschrift Reviews in History – zur Kritik von Duchesne ausführlich Stellung.

### Weitere Veröffentlichungen
- Burial and Ancient Society. Cambridge University Press, Cambridge 1987, ISBN 0-521-38738-8.
- Death-Ritual and Social Structure in Classical Antiquity. Cambridge University Press, Cambridge 1992, ISBN 0-521-37611-4.
- hrsg. mit Kurt Raaflaub: Democracy 2500? Questions and Challenges. Kendall/Hunt, Dubuque 1998, ISBN 0-7872-4466-X.
- Archaeology as Cultural History. Blackwell, Malden 2000, ISBN 0-631-19602-1.
- mit Barry Powell: The Greeks: History, Culture and Society. Pearson, Upper Saddle River 2006; 2. Auflage. Prentice-Hall, Boston 2010, ISBN 978-0-205-69734-2.
- Why the West Rules – for Now: The Patterns of History, and What They Reveal About the Future. Farrar, Straus and Giroux, New York 2010, ISBN 978-0-374-29002-3.
  - deutsch: Wer regiert die Welt? Warum Zivilisationen herrschen oder beherrscht werden. Campus, Frankfurt am Main/New York 2011, ISBN 978-3-593-38406-1.
- War! What Is It Good For? Conflict and the Progress of Civilization from Primates to Robots. Farrar, Straus & Giroux, New York 2014, ISBN 978-0-374-28600-2.
  - deutsch: Krieg. Wozu er gut ist. Campus, Frankfurt am Main 2013, ISBN 978-3-593-39716-0.
- Foragers, Farmers and Fossil Fuels: How Human Values Evolve. Princeton University Press, Princeton 2015, ISBN 978-0-691-16039-9.
  - deutsch: Beute, Ernte, Öl: wie Energiequellen Gesellschaften formen . Aus dem Englischen von Jürgen Neubauer. dva 2020, ISBN 978-3-421-04804-2.
- als Koautor: The Cambridge Economic History of the Greco-Roman World. 2. Auflage 2007.
- als Koautor: The Greeks: History, Culture, and Society. 2. Auflage 2009.
- als Mitherausgeber: The Dynamics of Ancient Empires. 2009.
- War! What Is It Good For? Conflict and the Progress of Civilization from Primates to Robots. × 2014, ISBN 978-0-374-28600-2.
  - deutsch: Krieg. Wozu er gut ist. Aus dem Englischen von Ulrike Bischoff, Susanne Kuhlmann-Krieg und Bernhard Schmid, Campus Verlag, Frankfurt am Main 2013, ISBN 978-3-593-39716-0.
- Geography is destiny. Britain and the World. A 10.000-year history. Farrar, Straus and Giroux, New York 2022, ISBN 978-1-78125-835-4.
  - deutsch: Geographie ist Schicksal. Machtkampf zwischen Großbritannien, Europa und der Welt –  eine 10000-jährige Geschichte. Aus dem Englischen von Stephan Gebauer, Campus Verlag, Frankfurt am Main 2022, ISBN 978-3-593-50819-1.